# Riserva naturale Duna Feniglia
La riserva naturale Duna Feniglia si estende sul tombolo della Feniglia; è un'area naturale protetta situata nella provincia di Grosseto ed istituita nel 1971.

## Territorio
La Feniglia, situata nel comune di Orbetello, in provincia di Grosseto, è un tombolo, ovvero un istmo di sabbia, che collega la collina di Ansedonia a oriente e il Monte Argentario a occidente. Si sviluppa per circa 6 km di lunghezza per una superficie totale di 474 ettari.
Da Orbetello, la duna Feniglia è raggiungibile mediante la diga granducale, mentre da Ansedonia è accessibile percorrendo la strada statale Aurelia e poi imboccando la strada comunale che da questa deriva.
La riserva è attraversata da una strada sterrata costruita tra il 1928 e il 1940, chiusa al traffico degli autoveicoli e dei motocicli, percorribile unicamente a piedi e in bicicletta; ulteriori strade la incrociano perpendicolarmente, a intervalli di circa 1 km, alcune hanno fondo naturale, altre artificiale. Il reticolo formato da queste strade concorre a dividere la foresta in comparti, e consente ai visitatori di accedere al mare sulla spiaggia omonima.

## Clima
Il clima della Feniglia è tipicamente mediterraneo, con inverni molto miti ed estati calde e molto secche. Le precipitazioni si concentrano nei mesi autunnali, mentre le estati sono molto aride.

## Geomorfologia
La tipologia ambientale prevalente del SIR è il tombolo che delimita a sud la Laguna di Levante (che, in senso stretto, è un ‘lago costiero’ e non una ‘laguna’, non essendo la sua genesi legata alla foce di un fiume), quasi interamente occupato da una pineta di Pino domestico, di interesse storico, paesaggistico e naturalistico. Il margine meridionale è costituito da una costa sabbiosa con vegetazione in buono stato di conservazione, mentre il margine lagunare è occupato da estensioni più o meno ampie di vegetazione delle paludi salmastre.
Nella pineta sono presenti alcune rare specie ornitiche nidificanti (Falco subbuteo, Clamator glandarius, Otus scops), di fondamentale importanza per l'ecosistema lagunare e il maggior interesse ornitologico si riscontra nella stretta fascia di salicornieto che contorna il lato lagunare.

## Storia

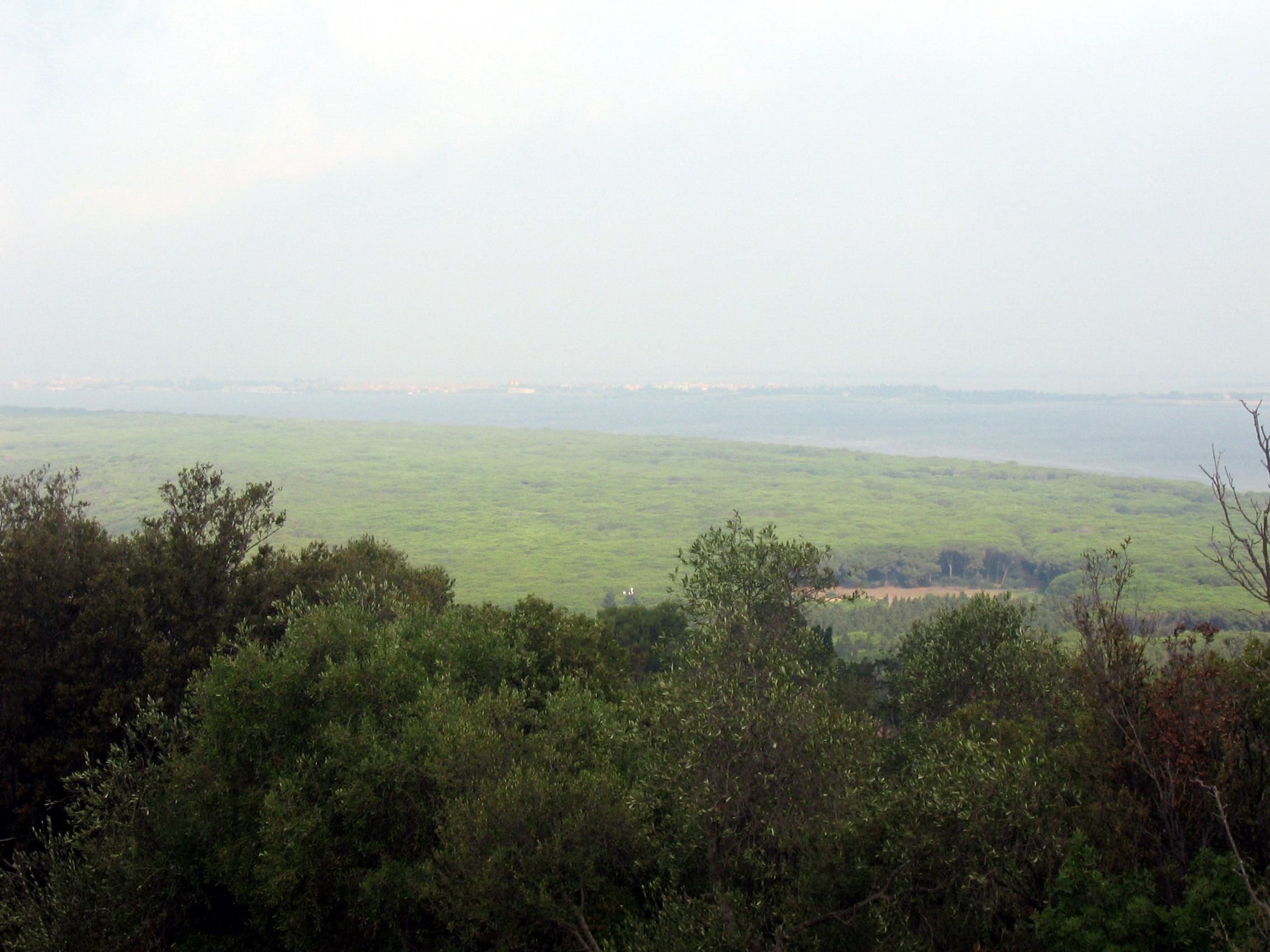
Vista dall'Ansedonia

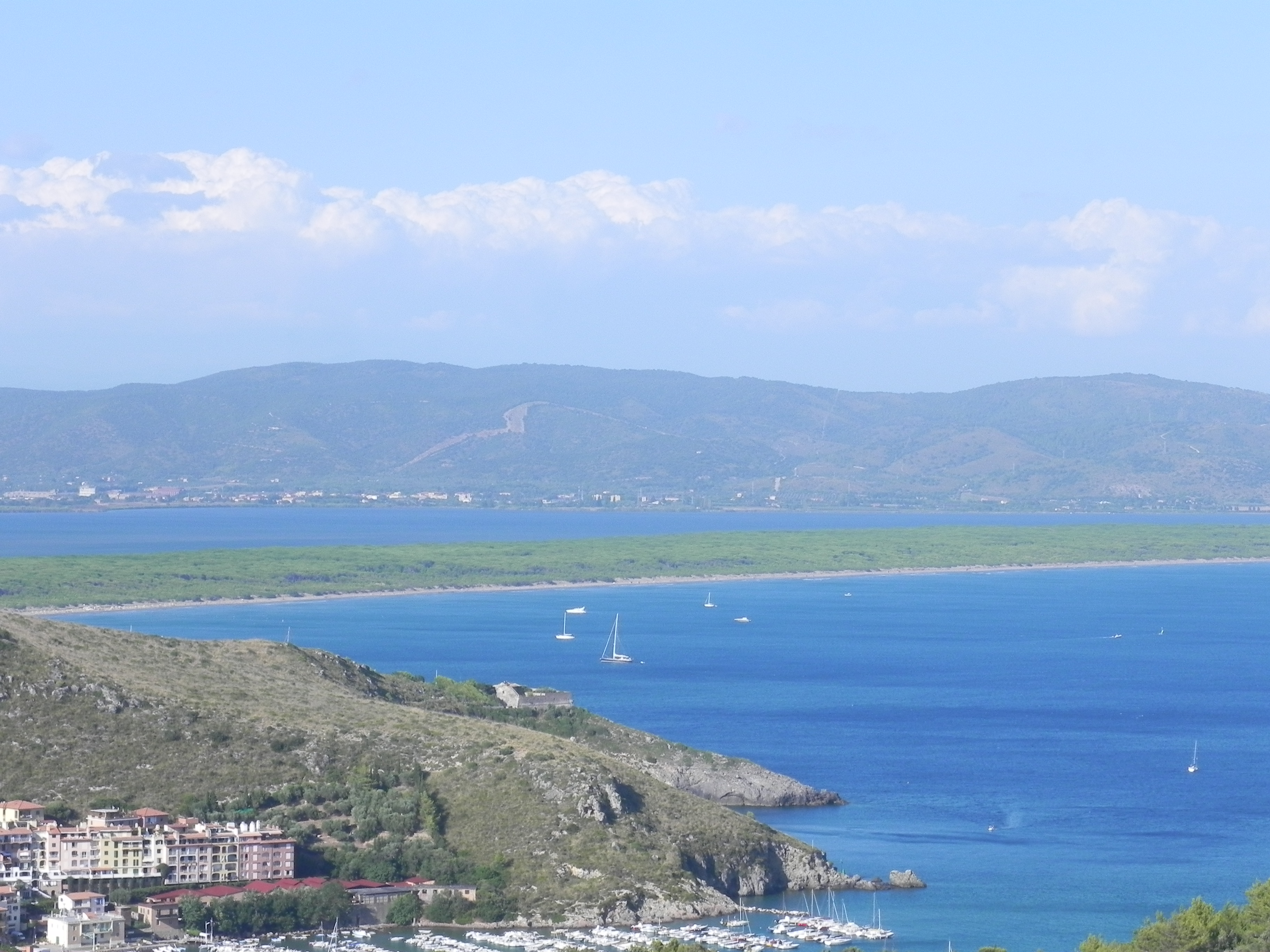
Vista da Monte Argentario

Nel 1610 il celeberrimo pittore Michelangelo Merisi da Caravaggio, detto il Caravaggio, giunse da Napoli sbarcando prima a Palo e poi a Porto Ercole; in fuga per problemi con la giustizia, egli si rifugiò tra i malsani acquitrini e i tomboli di cespugli della Feniglia e vi trovò la morte, sopravvenuta per stenti e febbri malariche. Una stele commemorativa è stata posta, su iniziativa della Società Storica Maremmana, poco distante dalla odierna postazione del Corpo Forestale, luogo del presunto ritrovamento del moribondo Caravaggio.
Fino a tutto il 1700, la Feniglia era completamente ricoperta di boschi con prevalenza delle specie tipiche della macchia mediterranea.
Il Comune di Orbetello nel 1804, a quel tempo proprietario dei terreni, procedette con la vendita della Feniglia a privati che ne avviarono l'utilizzo intensivo e spropositato come sede di pascoli e fonte di legname. Tale disordinato sfruttamento del territorio portò alla deforestazione, favorita in particolare dalla prima legge forestale italiana che eliminò il vincolo sui boschi dal livello del mare fino alla fascia del castagno compresa (L. 3917/1877, art. 1): la sparizione della vegetazione lasciò la duna scoperta e priva di ripari montuosi, dando inizio un veloce processo di erosione soprattutto a causa del clima, dei venti e dell'azione antropica.
Sotto l'azione del libeccio, le sabbie cominciarono a muoversi verso sud-est, cioè dal mare verso la laguna che iniziò ad interrarsi con la formazione di specchi d'acqua e acquitrini, che crearono condizioni favorevoli alla malaria. Al tempo, la laguna era risorsa primaria per Orbetello, grazie alle sue risorse per l'industria della pesca. Le condizioni favorevoli alla malaria, inoltre, preoccuparono fortemente l'amministrazione comunale. Un primo rimedio consistette nella costruzione di canali di sbocco per la laguna verso il mare.
Nel 1910 si intervenne con espropri, la Feniglia divenne demanio forestale e si procedette al rimboschimento del territorio: furono seminati diverse specie: il pino marittimo, il pino domestico e alcune specie erbacee adatte. Tali interventi hanno portato, nell'arco dei successivi 50 anni, alla creazione di un bosco di circa 460 ettari di estensione, di cui 320 ettari di pineta di pino domestico e 124 di pineta di protezione, mentre la rimanenza è costituita da latifoglie e piccoli terreni ancora da rimboschire.
Nel 1971, su decreto del Ministero dell'agricoltura e delle foreste, la duna Feniglia fu dichiarata riserva forestale di protezione in virtù delle importanti funzioni che essa svolge.

## Area archeologica
La duna della Feniglia, indagata più volte a partire dal 1968 in diversi punti del tombolo, ha restituito reperti archeologici riferibili ad un periodo compreso tra la tarda età del bronzo e età etrusca arcaica, riferibili a insediamenti che svolgevano attività produttive, funzionali ad un vicino centro abitato

## SIR
All'interno della riserva naturale e in gran parte ricompreso in essa si trova il sito di interesse regionale (SIR). L'area è interessata anche da una zona di protezione speciale (ZPS).
I principali elementi di criticità interni al sito sono: 
- Inquinamento delle acque, con fenomeni acuti di eutrofizzazione nei mesi estivi.
- Testimonianze di fenomeni d'erosione della duna, attivi fino ad anni recenti.
- L'artificialità della foresta di pini ne rende l'evoluzione futura totalmente dipendente dalle scelte di gestione.
- Carico antropico molto elevato (balneazione, passeggiate, cicloturismo, bird-watching), nei giorni festivi e durante la stagione estiva.
- Forte carico di ungulati.

Principali elementi di criticità esterni al sito
- presenza di impianti di acquacoltura.
- presenza di centri abitati, aree commerciali e industriali, insediamenti turistici e importanti assi viari.
- forte aumento del carico antropico nei mesi estivi.

Le principali misure di conservazione da adottare sono:
1. Principali obiettivi Mantenimento dell'integrità delle pinete (E).

- conservazione degli habitat palustri e di costa sabbiosa (M).
- mantenimento dell'integrità, con livello di disturbo relativamente basso, nella porzione settentrionale del SIR prospiciente la Laguna di Levante, che è un'area umida d'importanza cruciale per molte specie ornitiche migratrici (M).

Indicazioni per le misure di conservazione:
- mantenimento/incremento dell'integrità funzionale del sito, rispetto a eventuali programmi di sviluppo turistico, portuale o produttivo non compatibili con i valori naturalistici (E).
- conservazione della pineta, aumentandone ove possibile i livelli di eterogeneità (M).
- riduzione del carico di ungulati (B).

## Flora

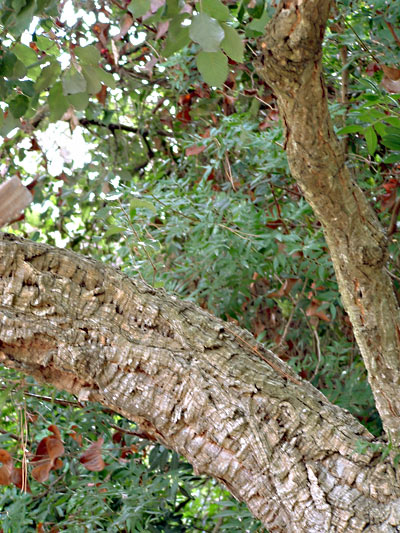
Esemplare di sughera

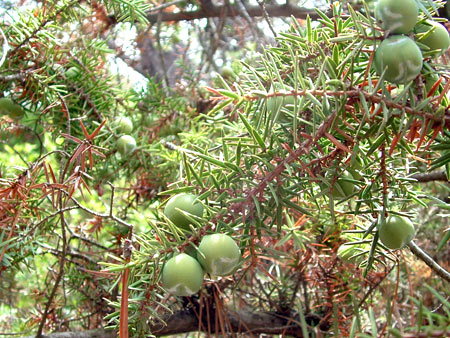
Frutto del ginepro coccolone

La duna Feniglia è suddivisa in tre strisce di vegetazione che si prolungano, parallele, dal mare fin verso l'interno, sulla laguna.
La prima costituisce la fascia di protezione, ha un'estensione di 94 ettari e si affaccia direttamente sul mare, costituita da vegetazione tipicamente litoranea; la seconda striscia si estende per 320 ha, prevalentemente occupata da una foresta di pino domestico adulto; la terza, coperta da pino domestico e latifoglie, ha una superficie di 60 ha ed ha sbocco sulla laguna di Orbetello.
La prima fascia è la più interessante per la varietà di flora presente: in questa sono presenti specie xerofite come l'eringio, il giglio marino, l'elicriso, l'ammofila, il ginepro coccolone, il pino marittimo, la tamerice, l'erica, il lentisco, la fillirea, il Trifoglio della sabbia, il rosmarino, la salsapariglia, l'asparago.
La seconda striscia è molto importante per la silvicoltura: viene effettuate la raccolta di semi di pino domestico (pinoli), destinati alla riproduzione ed all'industria alimentare e la raccolta di resina di pino mediante processo di resinazione.
Frequenti, inoltre: il leccio, la sughera e sporadici sono il frassino, l'orniello, l'olmo campestre, l'alloro).
Nella terza fascia sono presenti radi pini domestici e la vegetazione è più scarsa a causa delle variazioni di livello della laguna.

## Fauna
La scarsa diversificazione di specie animali nella riserva è dovuta alla relativamente recente costituzione della foresta.
Il cinghiale è stato allontanato per motivi di rimboschimento (provocava danni ai giovani pini piantati).
Il daino è presenza fondamentale per la riserva: introdotto negli anni cinquanta, con alcuni esemplari provenienti dalla Tenuta Presidenziale di Castelporziano, la loro principale funzione per la foresta è porre un limite al diffondersi di latifoglie invadenti.
I numerosissimi esemplari di daino sono visibili nei pressi della installazione del Corpo Forestale, dal lato di Ansedonia.
La fauna autoctona è costituita da tasso, volpe, faina, donnola, puzzola. Questi animali, per via delle loro abitudini prevalentemente notturne, sono osservabili solo a seguito di appostamenti mirati.
Tra gli uccelli: il picchio verde, l'upupa, la tortora, il merlo, la ghiandaia, il cuculo.
Nelle zone umide sono presenti specie particolarmente interessanti: l'airone cenerino, la garzetta, l'alzavola, il fischione, il germano reale, la marzaiola, la folaga, il porciglione, la pettegola, la pantana, il totano moro, i piovanelli e la pittima reale.
Nel SIR si trovano la moretta tabaccata (Aythya nyroca), migratrice e svernante irregolare; la volpoca (Tadorna tadorna), svernante; il cuculo dal ciuffo (Clamator glandarius), nidificante. 
Tra i rettili: testuggine d'acqua (Emys orbicularis)

## Accesso

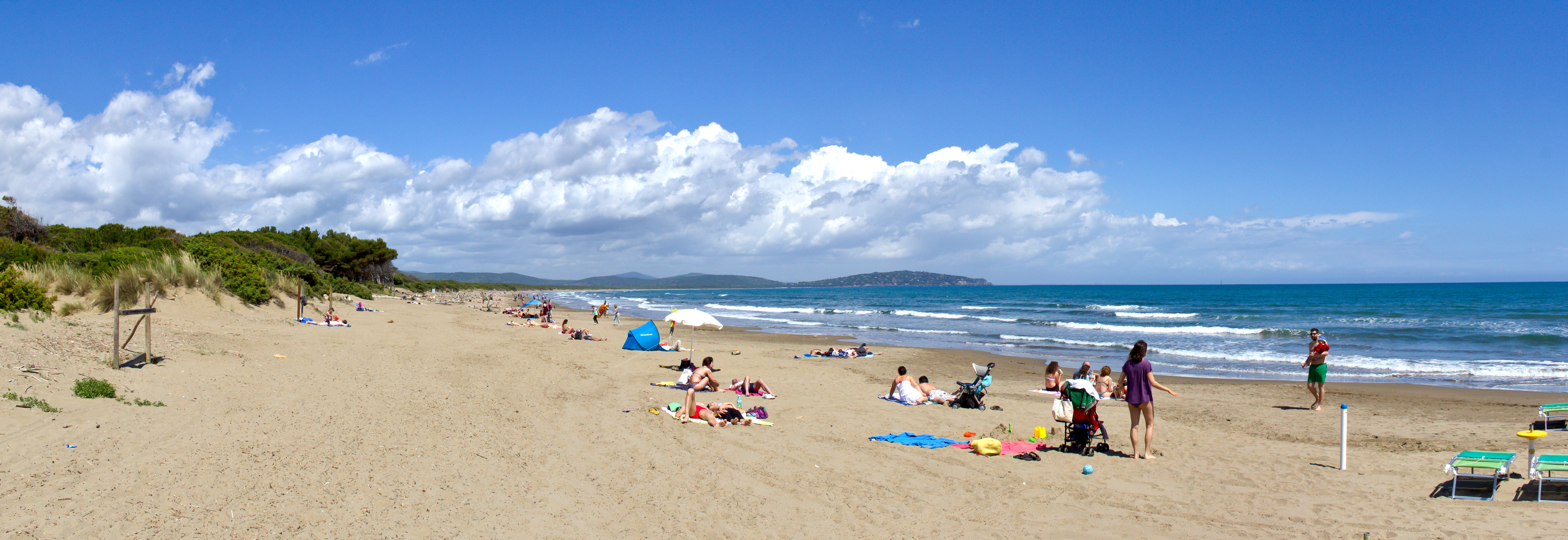
Spiaggia della Feniglia

L'accesso è libero a piedi ed in bicicletta ed è agevolato da una strada camionabile che percorre la riserva in tutta la sua lunghezza di circa 6 km. Lungo la strada sono presenti, ad intervalli di circa 1 km, pietre miliari e pannelli informativi che indicano le uscita a mare che portano verso la spiaggia.

## Strutture ricettive
All'interno della riserva, dal lato laguna, sono presenti alcuni osservatori ornitologici, un percorso naturalistico per non vedenti ed un percorso ginnico.
Nella riserva sono state eseguite ricerche nel campo della selvicoltura e della patologia vegetale forestale, sulla geomorfologia costiera, oltre che tesi di laurea su argomenti forestali.